# 芬兰罗姆人
芬兰罗姆人（芬蘭語：Suomen romanit）是一个在芬兰居住了五百年以上的语言和文化上的少数民族。据估计芬兰罗姆人约为一万人，另外大约有三千芬兰罗姆人居住在瑞典。